# Рибін (Польща)
Рибін (пол. Rybin) — село в Польщі, у гміні Кобиля-Гура Остшешовського повіту Великопольського воєводства.
Населення — 180 осіб (2011).
У 1975-1998 роках село належало до Каліського воєводства.

## Демографія
Демографічна структура станом на 31 березня 2011 року:
|          | Загалом | Допрацездатний вік | Працездатний вік | Постпрацездатний вік |
| -------- | ------- | ------------------ | ---------------- | -------------------- |
| Чоловіки | 89      | 18                 | 68               | 3                    |
| Жінки    | 91      | 29                 | 47               | 15                   |
| Разом    | 180     | 47                 | 115              | 18                   |